# Белая американская цапля
Бе́лая америка́нская ца́пля (лат. Egretta thula) — вид птиц из рода белые цапли.
Описаны два подвида:
- Egretta thula brewsteri
- Egretta thula thula

## Описание
Цапля около 61 см длиной, весящая 375 г. Клюв и ноги чёрного цвета, пальцы ярко-жёлтые. Верхняя часть основания клюва также жёлтого цвета. Неполовозрелые особи похожи на взрослых, однако отличаются от них более светлым основанием клюва и зелёной линией на задней части ног. Яйца овальной формы, сине-зеленоватого цвета, в количестве трёх—четырёх. Птенцы покидают гнёзда через 20—25 дней после вылупления.
Белые американские цапли питаются мелкими рыбами, ракообразными, насекомыми и рептилиями.